# Милан Корица Ковач
Милан Корица Ковач (Лаћарак, код Сремске Митровице, 22. децембар 1919 — Београд, 26. јул 1987), учесник Народноослободилачке борбе, пуковник ЈНА и народни херој Југославије.

## Биографија
Рођен је 22. децембра 1919. године у селу Лаћарку, код Сремске Митровице. Потиче из сиромашне сељачке породице. Основну школу је завршио у свом селу, а после тога је изучио ковачки занат. Од 1936. године је радио у Сремској Митровици, Руми, Новом Саду и Шиду. Прве представе о борби прокомунистички организованих радника стекао је у својој кући од оца Миланка, који је био хапшен због учешћа у левичарском покрету и од брата од тетке Маринка Ђурића из Јарка, који је радио у револуционарним студентским организацијама у Београду.
Октобра 1941. године постаје члан Савез комунистичке омладине Југославије. Половином јуна 1942. године ступа у Четврту чету Првог Фрушкогорског партизанског одреда, а у фебруару 1943. године постаје члан Комунистичке партије Југославије. До маја 1943. године био је борац, курир и диверзант у Првом Фрушкогорском одреду. После тога постаје командир чете у Трећој војвођанској ударној бригади, а затим и командант Трећег батаљона.
У фебруару 1943. године заједно са Стеваном Петровићем Брилетом извео је диверзију на врдничку електричну централу. А 26. августа 1943. године је са својим батаљоном извео диверзантски напад на непријатељски транспортни воз између Вогња и Сремске Митровице. У овој акцији експлодирало је неколико цистерни бензина и више вагона с муницијом, а пруга је неколико дана била неспособна за саобраћај.
У јануару 1944. године прешао је из Треће у Пету војвођанску ударну бригаду и постао заменик команданта бригаде, а у априлу исте године постављен је за команданта Другог Сремског партизанског одреда, а половином године постаје и командант Сремске оперативне области. Када је на Фрушкој гори, 12. септембра 1944. године, формирана Осма војвођанска ударна бригада за њеног команданта постављен је Милан Корица Ковач. На овој дужности он је остао скоро до краја рата.
Нарочито се истакао у прелазима преко Дунава са бригадом у борбеним условима: у октобру 1944. године код села Белегиша, и у новембру 1944. у Батинској бици. У батинској операцији, у новембру 1944. године, после шестодневних борби прса у прса, борци Осме војвођанске ударне бригаде, газећи воду до гуше, отели су од непријатеља шест километара насипа, начичканог митраљезима и брањеног топовима, и одбацили су Немце са Дунава према Кнежевим Виноградима.
После ослобођења земље завршио је тенковско-официрску школу и Вишу војну академију обављајући истовремено разноврсне дужности у Југословенској народној армији - начелника оклопне бригаде, начелника одељења оклопних јединица у војном подручју итд. После пензионисања 1964. године, у чину пуковника, обављао је многе друштвено-политичке функције. Преминуо је 26. јула 1987. године, а сахрањен на гробљу у родном Лаћарку.
Носилац је Партизанске споменице 1941. и других југословенских одликовања. Орденом народног хероја одликован је 27. новембра 1953. године.